# 東陽町 (刈谷市)
東陽町（とうようちょう）は、愛知県刈谷市の町名。現行行政地名は東陽町1丁目から東陽町4丁目。

## 地理
刈谷市の中央部に位置している。北は豊田町と、東と西は明治用水西井筋（アイリス通り）を境に南桜町や大手町と、西は新栄町や寿町と接している。東陽町の北部を愛知県道51号知立東浦線が、中央部を名鉄三河線が横断している。
秋葉神社の祭礼である万燈祭には、7ある氏子町として「銀座、司町、新栄町、寺横町、東陽町、広小路、広小路五組」が参加している。

## 歴史
1965年（昭和40年）に刈谷市大字刈谷の一部と新栄町の一部が刈谷市東陽町となった。1989年（平成元年）時点の世帯数は190、人口は546だった。

## 世帯数と人口
2019年（令和元年）6月1日現在の世帯数と人口は以下の通りである。
| 丁目        | 世帯数  | 人口  |
| ----------- | ------- | ----- |
| 東陽町1丁目 | 29世帯  | 66人  |
| 東陽町2丁目 | 21世帯  | 39人  |
| 東陽町3丁目 | 97世帯  | 218人 |
| 東陽町4丁目 | 170世帯 | 352人 |
| 計          | 317世帯 | 675人 |

### 人口の変遷
国勢調査による人口の推移
| 1995年（平成7年）  | 423人 | [ 8 ]  |  |
| 2000年（平成12年） | 345人 | [ 9 ]  |  |
| 2005年（平成17年） | 353人 | [ 10 ] |  |
| 2010年（平成22年） | 417人 | [ 11 ] |  |
| 2015年（平成27年） | 405人 | [ 12 ] |  |

## 小・中学校の学区
市立小・中学校に通う場合、学区は以下の通りとなる。
| 丁目        | 番・番地等 | 小学校             | 中学校               |
| ----------- | ---------- | ------------------ | -------------------- |
| 東陽町1丁目 | 全域       | 刈谷市立住吉小学校 | 刈谷市立刈谷南中学校 |
| 東陽町2丁目 | 全域       | 刈谷市立住吉小学校 | 刈谷市立刈谷南中学校 |
| 東陽町3丁目 | 全域       | 刈谷市立住吉小学校 | 刈谷市立刈谷南中学校 |
| 東陽町4丁目 | 全域       | 刈谷市立住吉小学校 | 刈谷市立刈谷南中学校 |

## 施設
- 刈谷市役所[6]
- 刈谷市民交流センター - 刈谷市社会教育センター（刈谷市中央公民館）などが入っている。
- NTT西日本刈谷ビル[6]
- かりや愛知中央生協[6]
- あいち銀行刈谷支店
- 豊田自動織機シャインズ - 豊田自動織機の福利厚生施設。
- 日本生命刈谷支社
- 中日新聞刈谷通信局
- 毎日新聞刈谷通信局
- 刈交タクシー
- 暁星幼稚園
- カトリック刈谷教会
- 東陽公園 - 1970年（昭和45年）設置[1]。
- さくら公園

## その他

### 日本郵便
- 郵便番号 : 448-0842[4]（集配局：刈谷郵便局[15]）。